# منتخب السويد الأولمبي لكرة القدم
منتخب السويد الأولمبي لكرة القدم  هو ممثل السويد الرسمي في المنافسات الدولية في كرة القدم 
.